# Ивантеевка (Саратовская область)
Иванте́евка — село, административный центр и крупнейший населённый пункт Ивантеевского района Саратовской области.
Село расположено на берегах реки Малый Иргиз (левый приток Волги) при впадении в неё притока Чернава, на расстоянии 150 км от города Самары и 300 км от областного центра — города Саратова, 35 км от Пугачёва. Железнодорожная станция Тополёк на линии Пугачёв — Чапаевск расположена в 4 км северо-западнее центра села у села Арбузовка.

## История
Казённое село Ивантеевка (оно же Козловка) упоминается в Списке населённых мест Российской империи по сведениям за 1859 год. Село находилось на почтовой дороге из города Николаевска в Самару и относилось к Николаевскому уезду Самарской губернии. В селе проживали 1644 мужчины и 1748 женщин, имелись православная церковь и почтовая станция. Согласно Списку населённых мест Самарской губернии по сведениям за 1889 год Ивантеевка являлась волостным селом Ивантеевской волости Николаевского уезда. Село населяли бывшие государственные крестьяне, русские и малороссы, православные и раскольники, всего 4644 жителя. За селом было закреплено 11345 десятин удобной и 4589 десятин неудобной земли, имелись церковь, 2 школы (женская и мужская), 33 ветряные мельницы, земская станция, проводились 3 ярмарки, работал урядник. Согласно переписи 1897 года в селе проживало 4982 жителя, из них православных — 4553
Согласно Списку населённых мест Самарской губернии 1910 года село Ивантеевка (оно же Козловка) населяли преимущественно бывшие государственные крестьяне, русские, православные и раскольники, в селе имелись 2 православные церкви и 1 старообрядческий молитвенный дом, земские мужская и женская школы, 3 церковно-приходские школы, почтовая и земская станции, волостное правление, работали фельдшер, фельдшерица и акушерка, 2 нефтяных завода, 15 ветряных мельниц, 1 просорушка. Земельный надел составлял 11343 десятины удобной и 4477 десятин неудобной земли.

## Население
Динамика численности населения по годам:
| Годы      | 1859 | 1889 | 1897 |
| --------- | ---- | ---- | ---- |
| Население | 3392 | 4644 | 4982 |

| 1939  | 1959  | 1970  | 1979  | 1989  | 2002  | 2010  |
| ----- | ----- | ----- | ----- | ----- | ----- | ----- |
| 3600  | ↘2899 | ↗3164 | ↗4391 | ↗6224 | ↘6173 | ↘6100 |
| 2021  |       |       |       |       |       |       |
| ↘5269 |       |       |       |       |       |       |

## Сельское хозяйство[13]
• 9 крупных сельскохозяйственных предприятий;
• 29 постоянно действующих  крестьянско – фермерских хозяйств

## Промышленность[13]
4 предприятия, в том числе:
• 1 предприятие перерабатывающей промышленности
• 2 предприятия строительных материалов
• 1 предприятие мукомольной промышленности

## Потребительский рынок[13]
• 130 предприятий розничной торговли,
• 23 предприятий общепита;
• 26 предприятий бытового обслуживания.

## Социальная сфера[13]
1.Культура:
• детская школа искусств;
• 17 библиотек;
• Центральный Дом культуры;
• Дом кино;
• 10 сельских домов культуры и 7 сельских клубов;
• 124 коллектива клубных формирования, в том числе 9 имеют звание «Народный самодеятельный коллектив».
2.Образование:
• 14 общеобразовательных школ; из них средних – 8, основных – 4, начальных – 1, гимназия – 1, в которых обучается 1607 учащихся. Все образовательные учреждения имеют лицензии на право ведения образовательной деятельности. В образовательных учреждениях района работает 392 педагога, звание «Заслуженный учитель РФ» имеют -2 человека, «Почетный знак общего образования РФ» - 28 человек, «Отличник народного просвещения» - 42 человека. Из общего количества педагогических работников высшую категорию имеют 34 человека, 1 категорию – 114 человек, 2-ю категорию  - 105 человек.
• 15 детских дошкольных учреждений, которые посещает 645 воспитанников;
• Школа – детский сад - 1;
• Детский дом
• Муниципальное учреждение дополнительного образования для детей «Дом творчества»;
• Муниципальное учреждение дополнительного образования для детей «Спортшкола»;
• Ивантеевское  ПУ- 30.
3.Здравоохранение:
• Ивантеевская центральная районная больница,
•15 ФАПов,  отдел общей практики
• отделение скорой помощи – 1,
• лечебно - диагностическое отделение – 1.
4.Социальная защита населения.
• центр социального обслуживания населения;
• в том числе:
• отделение социальной реабилитации;
• отделение срочной социальной помощи;
• отделение социальной помощи семье и детям;
• отделение социальной медицинской обслуживания на дому;
• управление социальной защиты населения.
В районе зарегистрировано политических партий – 2, общественных объединений – 5, отраслевых профсоюзов – 6, религиозных конфессий – 2.

## Минерально – сырьевая база[13]
Нефть, природный газ, камень строительный.

## Представительный орган[13]
Районное Собрание Ивантеевского муниципального района Саратовской области, состоит из 17 депутатов.

## Известные ивантеевцы
- Ермошина, Галина Геннадьевна
- Крылов, Семён Алексеевич
- Чинчиков, Александр Александрович

## СМИ
- Издается газета «Ивантеевский вестник», официальный орган администрации муниципального образования. Тираж печатного издания 2000 экз., выходит 2 раза в неделю. Газета имеет свой сайт — «Ивантеевский вестник»

#### Радио
- 101,1 (Частота Закрыта) Радио России / ГТРК Саратов 0,1 кВт